# Ferulago trachycarpa
Ferulago trachycarpa är en flockblommig växtart som beskrevs av Pierre Edmond Boissier. Ferulago trachycarpa ingår i släktet Ferulago och familjen flockblommiga växter. Utöver nominatformen finns också underarten F. t. trojana.